# 歌詩達維多利亞號
歌詩達維多利亞號（英語：Costa Victoria）是歌詩達郵輪船隊的一艘天空級郵輪，於1996年首航，2013年重修。船上設置包括全景協和廣場、室內游泳池、超現代的龐貝式水療中心，太空館式的中庭，两个室外游泳池，自助式餐厅和剧院等等。
原本的姊妹郵輪歌詩達奧林匹亞號因為建造期間船廠倒閉，半完成的船身其後賣予挪威郵輪，並改名為挪威天空號。第三艘姊妹郵輪挪威太陽號亦於2001年下水。
受新型肺炎引致郵輪業需求大減，此船於2020年起被閑置，並正等待拆解。

## 爭議
2013年2月一名牙醫在船上跌倒造成頸椎受傷，牙醫請假扣押。
2014年2月發生小艇翻覆，該船取消航程。7月前往日本航程因颱風轉往香港，造成1800旅客霸船。7月12日前往日本航程，一名美籍台裔謝姓女子在回程中神秘失蹤。

## 外部連結
- Official website （页面存档备份，存于）
- Video Clip of Costa Victoria （页面存档备份，存于）